# Juan Guerra
Juan Guerra (né et mort à des dates inconnues) était un footballeur bolivien, qui jouait au milieu de terrain.